# IC 2602
IC 2602 — розсіяне скупчення типу II3m () у сузір'ї Кіль.
Цей об'єкт міститься в оригінальній редакції індексного каталогу.